# Iglesia de la Anunciación (Trostianets)
La iglesia de la Anunciación (en ucraniano: Благовіщенська церква) es una iglesia ortodoxa ucraniana que se sitúa en Trostianets, en el óblast de Sumy de Ucrania. El templo está bajo la jurisdicción de la eparquía de Konotop y Jlújiv.      

## Geografía
La catedral está ubicada en la calle Blagovishchenska, 5 de Trostianets en el óblast de Sumy.   

## Historia
La iglesia fue construida entre 1744 y 1749, consagrada en 1750. La iglesia está hecha de piedra, su construcción se llevó a cabo a expensas del propietario de Trostianets, Osip Nadarzhinski, hijo del arcipreste Timofi Nadarzhinski. El templo fue la primera iglesia de piedra de la ciudad. 
La catedral pertenece a la Iglesia ortodoxa ucraniana. Las campanas de la iglesia se fabricaron en 2001 con la imagen de los nombres de empresarios privados de la ciudad, que aportaron fondos para su fabricación. En 2012 se realizó una iluminación decorativa de la iglesia, que se enciende por la noche.

## Arquitectura
El templo es una mezcla de estilo barroco tardío con neoclásico temprano. La altura de este edificio es de 20 metros y el exterior de la iglesia está pintado de blanco y los baños de gris. La Iglesia de la Anunciación tiene tres altares: el principal está en nombre de la Anunciación de la Madre de Dios y los laterales, uno está en honor a los apóstoles Pedro y Pablo y el otro a santa Catalina. El templo tiene forma de barco y sobre la entrada se eleva un campanario de cuatro niveles. Detrás del campanario hay un vestíbulo de un piso y el templo en sí es bajo con dos anexos y una cúpula en forma de casco sobre un tambor de luz octogonal. La parte superior también es octogonal con ventanas de luz y una cúpula en forma de casco que corona la cruz.
La decoración interior es limpia y ordenada, con un iconostasio en la parte central.